# Freeze, Melt
Freeze, Melt è il sesto album in studio del gruppo musicale australiano Cut Copy, pubblicato nel 2020.

## Tracce
1. Cold Water – 5:11 (Dan Whitford, Ben Browning, Tim Hoey)
2. Like Breaking Glass – 4:51 (Whitford, Browning)
3. Love Is All We Share – 6:00 (Whitford)
4. Stop, Horizon – 5:28 (Whitford, Browning, Mitchell Scott, Hoey)
5. Running in the Grass – 6:00 (Whitford, Hoey)
6. A Perfect Day – 4:08 (Whitford)
7. Rain – 5:00 (Whitford, Scott)
8. In Transit – 4:10 (Whitford, Browning, Hoey)